# Juan Soler
Juan Soler  (San Miguel de Tucumán, Argentína, 1966. január 19. –) argentin-mexikói színész, rögbijátékos, modell.

## Élete
Juan Soler 1966. január 19-én született  Juan Valls és Quequi Quiroga gyermekeként. 3 testvére van: Facundo, Maria Jose, és Maria Ines. Tinédzserként rögbizett és bekerült az argentin válogatottba, később modellkedni kezdett. 1995-ben szerepet kapott a Montaña Rusa című sorozatban. 1996-ban főszerepet játszott a Cañaveral de pasiones című telenovellában Daniela Castro oldalán. 2002-ben megkapta a La otra című telenovella főszerepét Yadhira Carrillo mellett. 2003. december 20-án feleségül vette Magdalena 'Maki' Moguilevsky színésznőt. Három lánya van: Valentina, egy korábbi kapcsolatából, 1991-ben született, és Argentínában él, a második lánya Mia  2004. december 18-án született egy Situs inversus nevű születési rendellenességgel, a harmadik lánya, Azul 2007. február 20-án született.  2005 márciusában Maki három hónapos terhesen elvetélt.

## Filmográfia

### Telenovellák
- Tu vida es mi vida (2024) .... Lorenzo Lugo
- Leona bosszúja (El amor invencible) (2023) .... Apolo
- Me declaro culpable (2017) .... Franco Urzúa
- Nada personal (2017) ..... Raul Rey
- Emlékezz, Reina! (Reina de Corazones) (2014) ..... Víctor de Rosas 'El Halcón Negro'
- Marido en alquiler (2013) ...... Reinaldo Ibarra
- Időtlen szerelem (Cuando me enamoro) (2010-2011)...... Jerónimo Linares De la Fuente
- Palabra de mujer (2007-2008) ...... Martín Castellanos
- Lety, a csúnya lány (La fea más bella) (2006-2007) ...... Aldo Domenzaín
- Apuesta por un amor (2004-2005) ...... Gabriel Durán
- Bajo la misma piel (2003-2004) ...... Alejandro
- La otra (2002) ...... Álvaro Ibáñez
- Sin pecado concebido (2001) ...... Octavio Allende
- Barátok és szerelmek (Locura de amor) (2000) ...... Dr.Enrique Gallardo
- María Emilia, querida (1999) ...... Alejandro Aguirre
- Ángela (1998-1999) ...... Mariano Bautista
- Pueblo chico, infierno grande (1997) ...... Genaro
- Cañaveral de pasiones (1996) ...... Pablo Montero Rosales
- Bajo un mismo rostro (1995) ...... Marcelo
- Acapulco, cuerpo y alma (1995-1996) ...... Humberto
- Montaña Rusa (1995) .....Federico Grumbalth